# Erythrolamprus williamsi
Erythrolamprus williamsi — вид змій родини полозових (Colubridae). Ендемік Венесуели.

## Поширення і екологія
Erythrolamprus williamsi мешкають в горах Прибережного хребта на півночі Венесуели. Вони живуть в гірських хмарних лісах, серед опалого листя, на висоті від 1400 до 2000 м над рівнем моря. Живляться земноводними і ящірками.

## Збереження
МСОП класифікує стан збереження цього виду як близький до загрозливого. Erythrolamprus williamsi загрожує знищення природного середовища.